# جامعة المشرق
جامعة المشرق هي جامعة سودانية خاصة تقع في مدينة الخرطوم بحري، فقد أُسست عام 2003 باسم كلية المشرق للعلوم والتكنولوجيا حتى تم ترفيعها إلى جامعة.

## النشأة والتأسيس
تأسست كلية المشرق للعلوم والتكنولوجيا بناءً على موافقة وزارة التعليم العالي والبحث العلمي في 21 أكتوبر 2003، كصرح أكاديمي متكامل. تم تصميم مباني الكلية لتكون مؤسسة تعليمية مكتملة البنية التحتية، حيث تضم قاعات دراسية، ومعامل هندسية، ومعامل لعلوم الحاسوب وتقنية المعلومات، بالإضافة إلى مكتبتين تقليدية ورقمية.
تتميز الكلية بجودة تجهيزاتها العلمية، وقد أشادت الإدارة العامة للتعليم العالي الأهلي والأجنبي بالتجهيزات المتميزة للقاعات الدراسية ومعامل الحاسوب والشبكات ومعامل الهندسة والورش، بالإضافة إلى الاستوديوهات الخاصة بتكنولوجيا الإعلام والوسائط المتعددة. وبفضل استيفائها لكافة المتطلبات الأكاديمية، حصلت جميع البرامج الهندسية على اعتماد المجلس الهندسي السوداني.
تولي الكلية اهتمامًا كبيرًا لجودة الأداء الأكاديمي، حيث قامت بتعيين أساتذة أكفاء متفرغين يتماشى أداؤهم مع معايير التعليم العالي، مما كان له أثر إيجابي واضح على المستوى الأكاديمي في الكلية. تتبع الكلية النظام الفصلي (Semester) وتطبق نظام تقييم مستمر لأداء الطلاب وفقًا للوائح الأكاديمية المعتمدة.
علاوة على ذلك، تهتم الكلية بأنشطة الطلاب الاجتماعية والثقافية والترفيهية، حيث تشرف عمادة شؤون الطلاب على تنظيم رحلات علمية لكل فصل دراسي إلى مختلف دول العالم، وتسعى إلى خلق علاقات أكاديمية متميزة مع جامعات أجنبية وعربية للاستفادة من البرامج التدريبية والترفيهية المصاحبة لهذه الرحلات.
كما تهتم الكلية بإقامة الندوات والمحاضرات العلمية والأسابيع الثقافية، بالإضافة إلى تنظيم دورات رياضية من خلال منتدى المشرق الثقافي والرياضي. وقد كان للكلية شرف استضافة مهرجان قمة الأرض العالمية الذي أُقيم في عام 2008، بمشاركة مجموعة من الجامعات العالمية والعربية والسودانية، وعدد من العلماء والأدباء والشعراء.
تقوم الكلية أيضًا بتكريم وتحفيز المتفوقين في جميع المجالات العلمية والثقافية والأدبية والرياضية، بالإضافة إلى إقامة دورات تدريبية مجانية في مختلف المجالات لتعزيز الروابط مع المجتمع.
Share

## لغـة التدريس بالأقسام
تُعد اللغة الإنجليزية هي اللغة الأساسية للتدريس في الجامعات السودانية. ومع ذلك، منذ بداية التسعينات، تم تعريب المناهج الدراسية في الكليات والجامعات، وأصبح هذا التعريب شرطًا أساسيًا لإجازة البرامج والمقررات.
على الرغم من ذلك، استطاعت الجامعة عند إنشائها التغلب على هذه المعضلة من خلال اعتماد نظام تدريس مزدوج باللغتين الإنجليزية والعربية. يساهم هذا النهج في تلبية احتياجات الطلاب المختلفة، ويعزز الفهم الأكاديمي، مما يُسهل التواصل بين الطلاب وأعضاء هيئة التدريس. كما يمنح الطلاب الفرصة لتطوير المهارات اللغوية الضرورية في عالم يتطلب إتقان اللغتين.

## الكليات
- كلية الهندسة وتشمل:
  - هندسة الميكاترونيات
  - هندسة الاتصالات
  - هندسة الالكترونيات
- كلية علوم الحاسوب وتقانة المعلومات وتشمل:
  - هندسة البرمجيات
  - تقنية المعلومات
  - الذكاء الإصطناعي
- كلية علوم الاتصال وتشمل:
  - الوسائط المتعددة
  - الإعلام
- كلية التكنولوجيا وتنمية المجتمع وتشمل:
  - دبلوم تقنية المعلومات
  - دبلوم الوسائط المتعددة
  - دبلوم هندسة الاتصالات
  - دبلوم الهندسة الكهربائية
  - دبلوم الهندسة الطبية
- كلية الاقتصاد وإدارة الأعمال وتشمل:
  - الاقتصاد
  - إدارة الأعمال
- كلية الصحة وتشمل:
  - الطب والجراحة
  - التمريض
  - المختبرات الطبية

## وحدة التقويم والاعتماد
تسعى وحدة التقويم والاعتماد إلى تحقيق أهداف رئيسية تعزز ثقافة الجودة في الكلية، ومن أبرز هذه الأهداف:
1. ترسيخ ثقافة الجودة: تعزيز الوعي بأهمية الجودة بين منسوبي الكلية.
2. وضع خطط استراتيجية: تصميم استراتيجيات لتحسين الجودة والحصول على الاعتماد الأكاديمي.
3. توجيه البحوث العلمية: توجيه الأبحاث العلمية لإسهامها في مجالات التقويم والجودة.
4. تقديم الدعم للأقسام: مساعدة الأقسام والوحدات الإدارية في تطوير العمليات التعليمية.
5. إعداد التقارير: متابعة وتقييم تطورات الجودة في المناهج الدراسية، والتأكد من مواكبتها لأحدث العلوم والمعرفة.
6. قياس جودة المدخلات: تقييم جودة المدخلات الأكاديمية للطلاب وأعضاء هيئة التدريس والبرامج الدراسية.
7. تقويم المخرجات: قياس مخرجات الكلية وتطوير الخطط اللازمة لتحسينها.
8. التقوي م الذاتي : الإشراف على عملية التقويم الذاتي للطلاب.
9.  الاندماج في المنظومات العالمية : إعداد الكلية للانضمام إلى منظومة الجامعات العربية والأفريقية والعالمية.
10.  تطوير نظام متكامل : إنشاء نظام شامل لتحسين العملية التعليمية وضمان الجودة.
11.  تطبيق معايير عالمية : وضع معايير دقيقة لجودة العملية التعليمية تتماشى مع المعايير العالمية.
12.  إدراك أهمية النظم المعترف بها : تطبيق نظم معترف بها إقليمياً وعالمياً لضمان تخريج كوادر مؤهلة علمياً ومهنياً.
تعمل الوحدة على تحقيق أهدافها من خلال استراتيجيات متكاملة تسهم في رفع مستوى التعليم وضمان جودته، مما يؤدي إلى تخريج كوادر قادرة على المنافسة في السوق العالمية. تهدف الوحدة إلى ترسيخ ثقافة الجودة بين منسوبي الكلية، وتطوير خطط استراتيجية لتحسين الجودة والحصول على الاعتماد الأكاديمي من الجهات المختصة. كما تسعى إلى توجيه البحوث العلمية للمساهمة في مجالي التقويم والجودة.
تقدم الوحدة الدعم والمساعدة للأقسام والوحدات الإدارية بالكلية، وتعد تقارير عن تطورات الجودة في المناهج الدراسية، مع التأكد من توافقها مع أحدث العلوم والمعارف. كما تقيس جودة المدخلات الأكاديمية للطلاب وأعضاء هيئة التدريس والبرامج الدراسية، وتقوم أيضًا بتقييم مخرجات الكلية ووضع الخطط والآليات اللازمة لذلك.
تشرف الوحدة على التقويم الذاتي للطلاب وتعمل على تهيئة الكلية للاندماج ضمن منظومة الجامعات العربية والأفريقية والعالمية، وتسعى لنقل وتوطين الخبرات العالمية في مختلف مجالات العلوم والمعرفة. يتمثل الهدف الرئيسي للوحدة في إنشاء نظام متكامل لتحسين العملية التعليمية وضمان الجودة والاعتماد، من خلال وضع معايير محددة لجودة التعليم.
تسعى الوحدة أيضًا إلى وضع أسس وقواعد لآليات التقييم والتقويم المستمر بما يتماشى مع المعايير العالمية المعترف بها. وتهدف إلى تعزيز فكرة التطوير والتقويم وتأثيرها على ضمان الجودة والاعتماد، مع إدراك أهمية تطبيق نظم معترف بها إقليميًا ودوليًا لضمان تخريج كوادر مؤهلة علميًا ومهنيًا، تتميز بقدرتها التنافسية العالية على المستوى العالمي.
Share

## وحدة التدريب
أنشأت كلية المشرق للعلوم والتكنولوجيا وحدة للتدريب بغرض ربط الكلية بالمجتمع والوقوف على احتياجاتهم في حياتهم العملية ،ومساعدتهم للحصول على دور ريادي في المجتمع والمساهمة في بناء مجتمعهم، وكما ارتبطت رؤية إنشاء وحدة التدريب بتلبية إحتياجات الطلاب الخريجين ومساعدتهم وتوجيههم نحو التدريب والعمل في المؤسسات المحلية في القطاعين العام والخاص.
وفي ذات الإطار إهتمت الكلية بالخريجين ومتابعتهم في أماكن تدريبهم بسوق العمل، وسخرت كل إمكاناتها لتقديم الخدمات والدعم لهؤلاء الخريجين، كما اهتمت أيضاً وحدة التدريب بشرائح المجتمع الأخرى وعملت على إقامة العديد من الدورات في مجالات علوم الحاسوب وتقانة المعلومات والعلوم الإدارية والعلوم المصرفية والعديد من الدورات الهندسية في مجال الاتصالات والإلكترونيات والكهرباء وهندسة الميكاترونكس والهندسة المدنية بالإضافة إلى مجموعة من الدورات المتخصصة في الوسائط المتعددة (الملتيميديا)،و في مجال الإنتاج والإخراج الإذاعي والتلفزيوني والرسومات المتحركة والتصميم والجرافيك وفنون الدعاية والإعلان.
ونظراً لأهمية وحدة التدريب فقد قامت الكلية بربط وحدة التدريب مع المؤسسة العربية للاستشارات والتنمية (أكاد) بجمهورية مصر العربية بغرض زيادة البرامج التدريبية ،والعمل على إقامتها داخل وخارج السودان.
تتمتع كلية المشرق للعلوم والتكنولوجيا بعلاقات أكاديمية متميزة داخل وخارج السودان، وحيث وقعت الكلية اتفاقية شراكة أكاديمية مع جامعة ليمكوك وينج للتقنية الإبداعية الماليزية وكلية KDU الماليزية،و إضافةً إلى اتفاقية أكاديمية مع أكاديمية السودان للعلوم على مستوى الدراسات العليا.

## الترفيع إلى جامعة
وفي العام 2014م تم ترفيع كلية المشرق للعلوم والتكنولوجيا إلى «جامعة المشرق»، ويعتبر هذا الترفيع إلى جامعة من أهم انجازات التي تحقق منذ تأسيس الكلية في 2003م ،حيث تمت هذه العملية في زمن يعتبر الأقل بين جميع الكليات التي تم ترفيعها إلى جامعات بالسودان، وتخضع عملية الترفيع إلى معايير وشروط دقيقة وضعت بواسطة لجان فنية متخصصة يجب استيفاؤها حتي تصبح المؤسسة مؤهلة للترفيع الي جامعة .
وتشتمل هذه المعايير على استيفاء شروط الجودة الشاملة في جميع النواحي الأكاديمية من برامج دراسية ومناهج وهيئة تدريس ونظم التقويم الأكاديمية للطلاب ،والتي تمثل معايير عالمية لقياس مخرجات التعليم، وكما تشمل معايير الترفيع أيضاً على ملائمة البنيات التحتية للمؤسسة من قاعات ومعامل ومرافق مختلفة لمعايير الجامعات وما تتطلبه من مواصفات ملائمة.